# Râul Miloveanu
Râul Miloveanu este un curs de apă, afluent al râului Iminog. 